# مقياس السمع

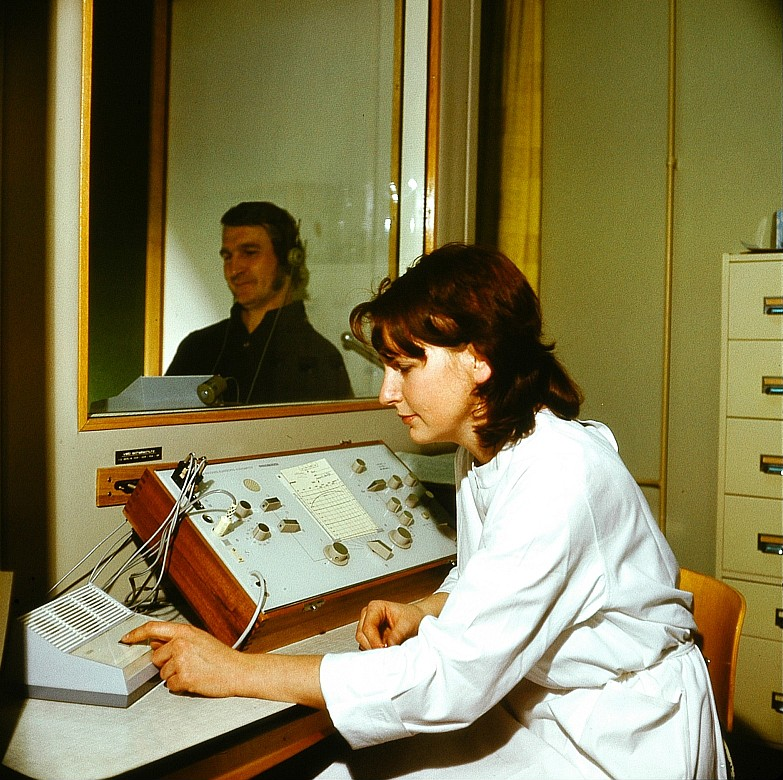

مقياس السمع أو المِسماع أو جهاز قياس السمع (بالإنجليزية: Audiometer)‏ هو جهاز يقيس قوة أو ضعف السمع عند أي شخص. يرجع الفضل في اختراع هذا الجهاز إلى الدكتور /هارفي فليتشروجامعة بريغهام يونغ.
' Audiometer من المعدات التي توجد في العيادات والمراكز النتخصصة في [السمعيات]. وعادة ما تتألف من زوج من السماعات والتغذية المرتدة، وأحيانا يتحكم بها جهاز حاسوب قياسي.يقيس قوة السمع ومتطلبات إجراء الاختبارIEC
والمنظمة الدولية للمعايير ISO، والمعهد الوطني الأمريكي للمعاييرة S3.6. مقياس قوة السمع ترجع في الأصل المخترع (الكسندر غراهام بيل)

## فحصأجهزةالحاسوب القائمة على السمع
استخدام الكمبيوتر القياسي وهو أي ان يمكن أن تدار من قبل أي شخص في منزله لاختبار قدراته على السمع، وعلى الرغم من دقتها ليست عالية نظرا لعدم وجود هيئة لمعايرة هذه الأجهزة. بعض هذه الأجهزة متاحة جهاز صغير يمكن حمله بسهولة في اليد مثل أجهزة المحمول.

## أجهزة الكمبيوتر الخاصة بقياس السمع فقط
عادة ما تكون أكثر تكلفة من الأجهزة الأخرى المستخدمة في قياس السمع، ولكن هي أكثر دقة وكفاءة. وهى الأكثر استخداما في المستشفيات ومراكز السمع والأوساط البحثية. وتستخدم أيضا لإجراءاختبار قياس لقوة السمع. لأن هذه الأجهزة يمكن معايرتها إلى 1 / 10 من ديسيبل، والمعايرة هو أكثرشئ يدل على الدقة في الجهزة الخاصة بالسمع